# Rejon arcyski
Rejon arcyski – była jednostka administracyjna wchodząca w skład obwodu odeskiego Ukrainy.
Rejon utworzony w 1967, ma powierzchnię 1379 km² i liczy około 44 tysięcy mieszkańców. Siedzibą władz rejonu jest Arcyz.
Na terenie rejonu znajdują się 1 miejska rada i 77 silskich rad, obejmujących w sumie 25 wsi i 1 osadę.

## Miejscowości rejonu
- Arcyz (Арциз)
- (Делень)
- (Долинівка)
- (Главані)
- (Холмське)
- (Кам'янське)
- (Мирнопілля)
- (Надеждівка)
- (Нова Іванівка)
- (Нові Каплани)
- (Новохолмське)
- (Новомирне)
- (Новоселівка)
- (Острівне)
- (Павлівка)
- (Плоцьк)
- (Прямобалка)
- (Роща)
- (Садове)
- (Теплиця)
- (Василівка)
- (Веселий Кут)
- (Виноградівка)
- (Вишняки)
- (Вознесенка Перша)
- (Задунаївка)
- (Зелена Балка)